# Hôtel de ville (Arles)
L'hôtel de Ville di Arles, situato in Place de la République, al cui centro si trova l'Obelisco romano, è un edificio completato nel 1676, la maggior parte del quale è ora classificato come monumento storico. È ancora la sede del municipio di Arles.

## Storia
Nel 1657, durante un episodio particolarmente sontuoso e opulento per la città, il suo consiglio volle costruire un nuovo municipio al posto della "casa comune" che risaliva alla fine del Medioevo e che si trovava tra l'antico palazzo dei Podestà e la torre dell'orologio. Tuttavia, ci vollero quasi vent'anni perché il progetto vedesse la luce.
Diversi progetti furono respinti prima che fosse accettato quello di Louis-François de Royers de la Valfenière nel 1666. I lavori iniziarono subito, ma nella primavera del 1667, quando la costruzione era arrivata a circa 4 metri d'altezza, l'architetto di Avignone segnalò molti difetti. Il suo rapporto, seguito da una causa persa dai muratori, concludeva che ciò che era stato fatto doveva essere raso al suolo... Dopo le demolizioni, il consiglio comunale cercò di migliorare il progetto, che aveva causato 5 anni di esitazione sui disegni da realizzare.
Infine, nel giugno 1673, una nuova modifica era stata approvata ai disegni dell'architetto Jacques Peytret e dello scultore Dominique Pilleporte. Ma alla fine dello stesso mese, il passaggio inaspettato di Jules Hardouin Mansart, in città, portò ulteriori cambiamenti: l'architetto parigino propose nuovi prospetti per le facciate, uno spostamento della scala e soprattutto convinse il consiglio della possibilità di creare la volta del vestibolo del piano terra senza alcun pilastro intermedio.
La costruzione venne completata nel marzo 1676. Durante l'esecuzione, Peytret si discostò leggermente dai disegni della facciata lasciati da Jules Hardouin Mansart, che erano più o meno simili ai prospetti di Versailles di Louis Le Vau.
Il municipio è stato classificato monumento storico nel 1920 (facciate, vestibolo, sala consiliare e torre dell'orologio), nel 1938 (tetti) e 1942 (sala coperta).

## Descrizione
L'edificio ha 3 piani.

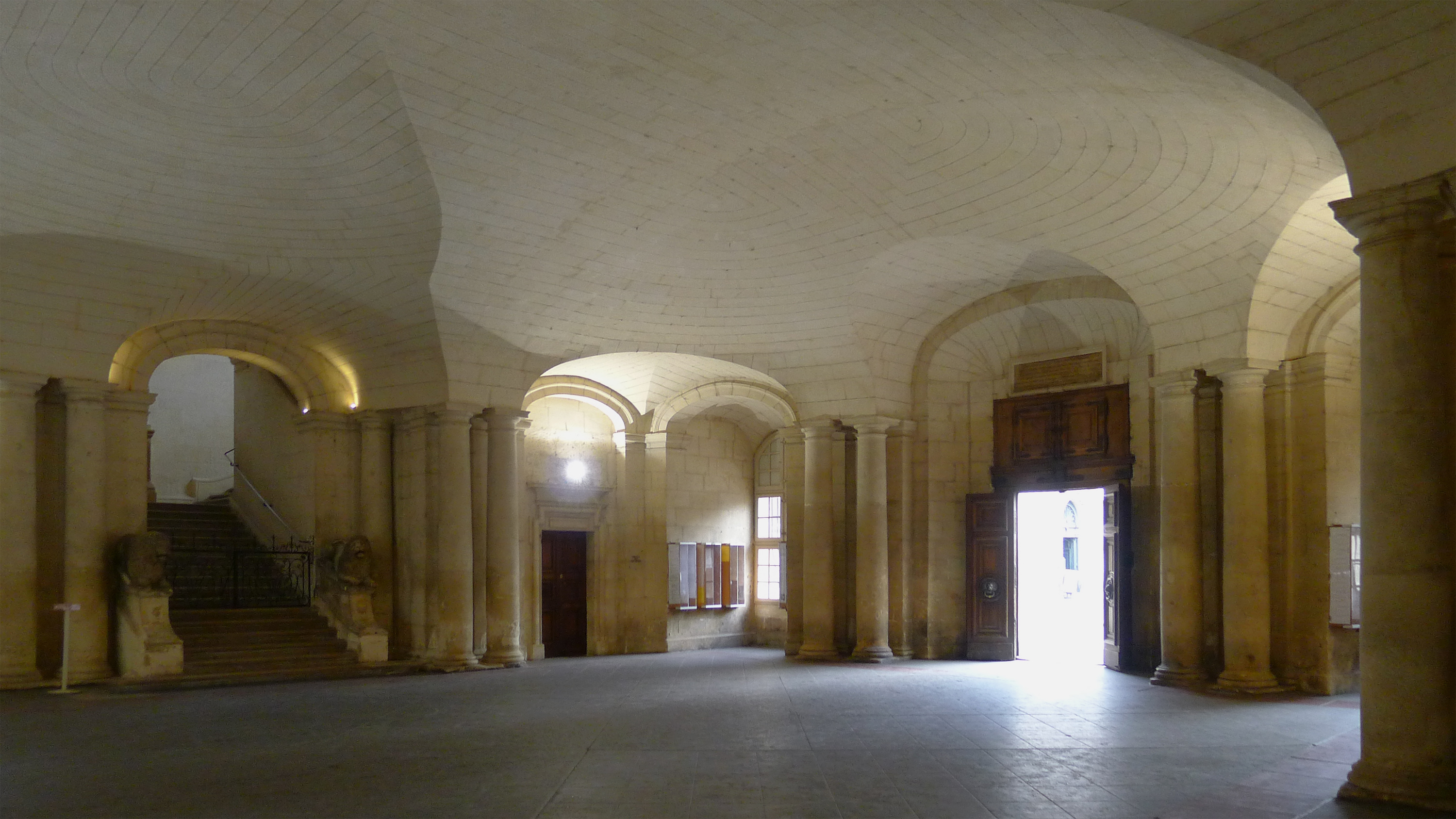
La sala al piano terra con la sua volta considerata "il capolavoro assoluto della stereotomia francese" (CMH)

Al piano terra si trova un vestibolo con volta molto bassa, costituito da due culle perpendicolari, cadenti come un vicolo cieco e collegate alle pareti da vetri. Nonostante la larghezza che raggiunge i 15 metri, la freccia della volta è molto debole. Il visitatore si trova davanti al capolavoro assoluto della stereotomia francese, che riunisce, con un virtuosismo senza pari, tutte le caratteristiche di quest'arte: abbassamento, gioco di apparati, nudità della superficie inferiore .
La scala d'onore, che conduce alla sala del consiglio, è incorniciata da due leoni scolpiti da Jean Dedieu. Venne adornata, fin dall'inizio, con la Venere di Arles, un'antica statua greco-romana scoperta presso l'antico teatro romano di Arles, ma oggi c'è una copia dell'opera modificata da Girardon, il cui originale è ora al Louvre.
Sulla facciata del primo piano è presente un balcone incorniciato da doppie colonne. Al secondo piano, un frontone centrale con un sole, simbolo di Luigi XIV, e una decorazione di balaustre e bracieri.

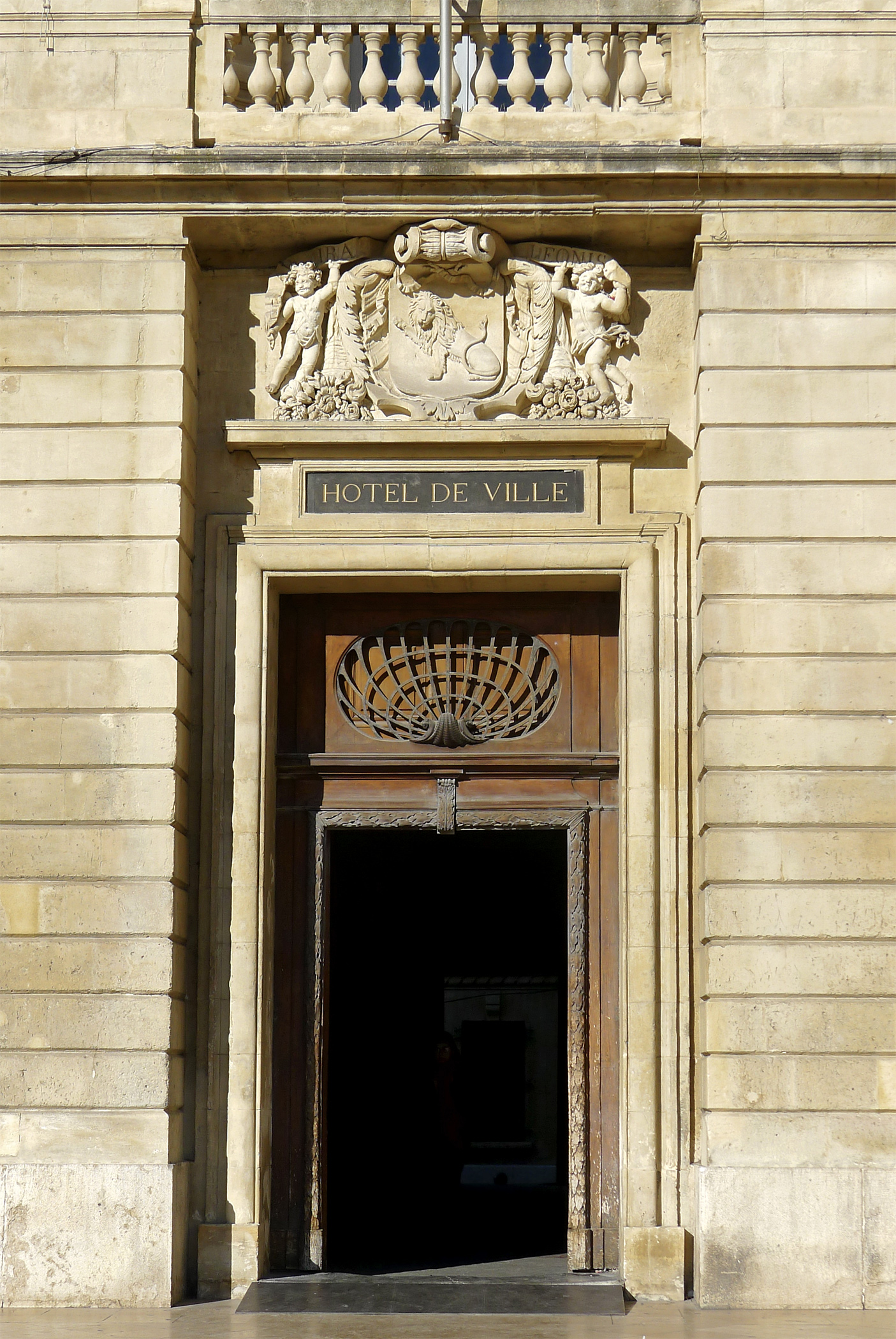
Porta d'ingresso, lato Place de la République
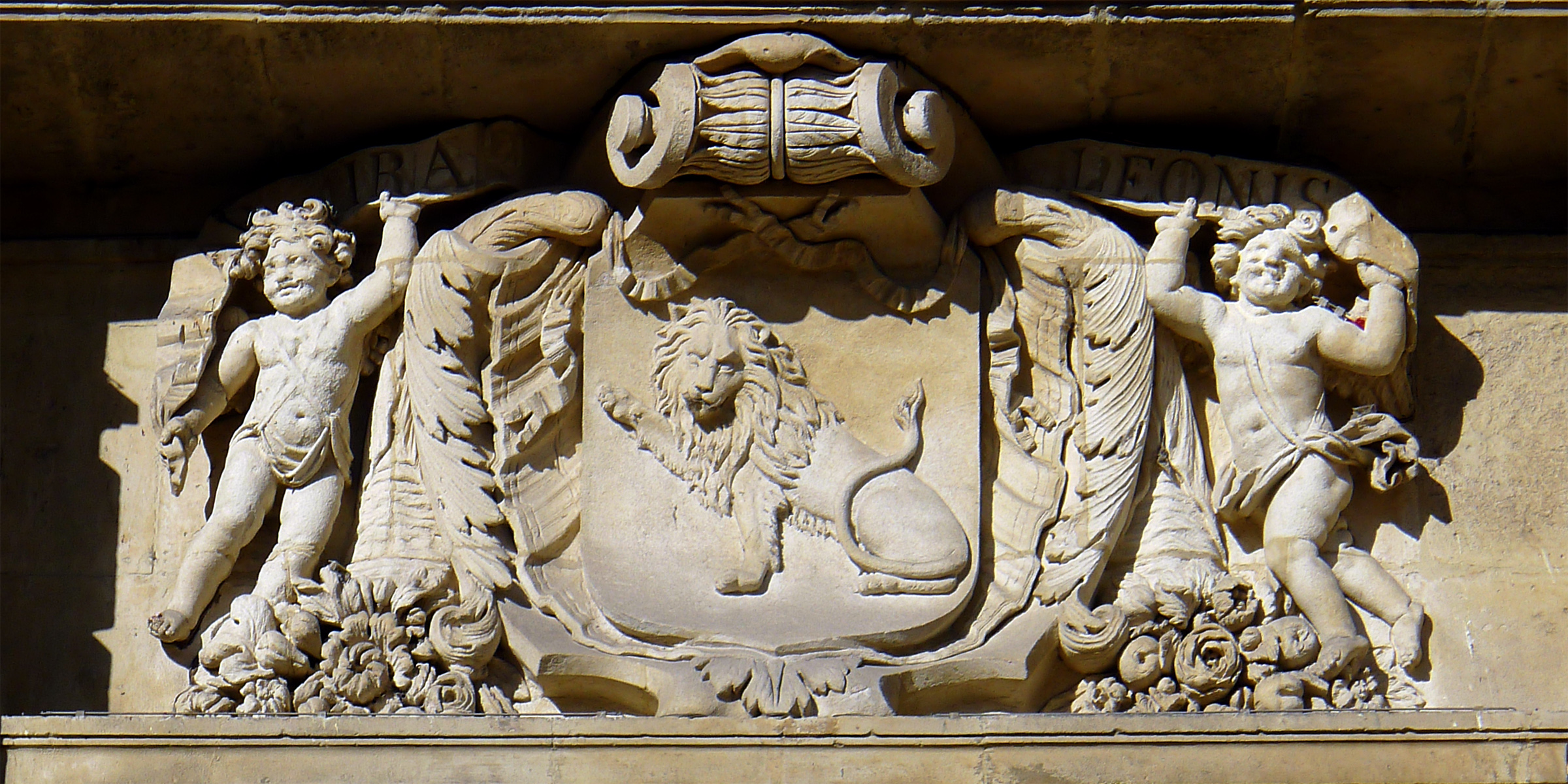
Particolare del bassorilievo con lo stemma della città
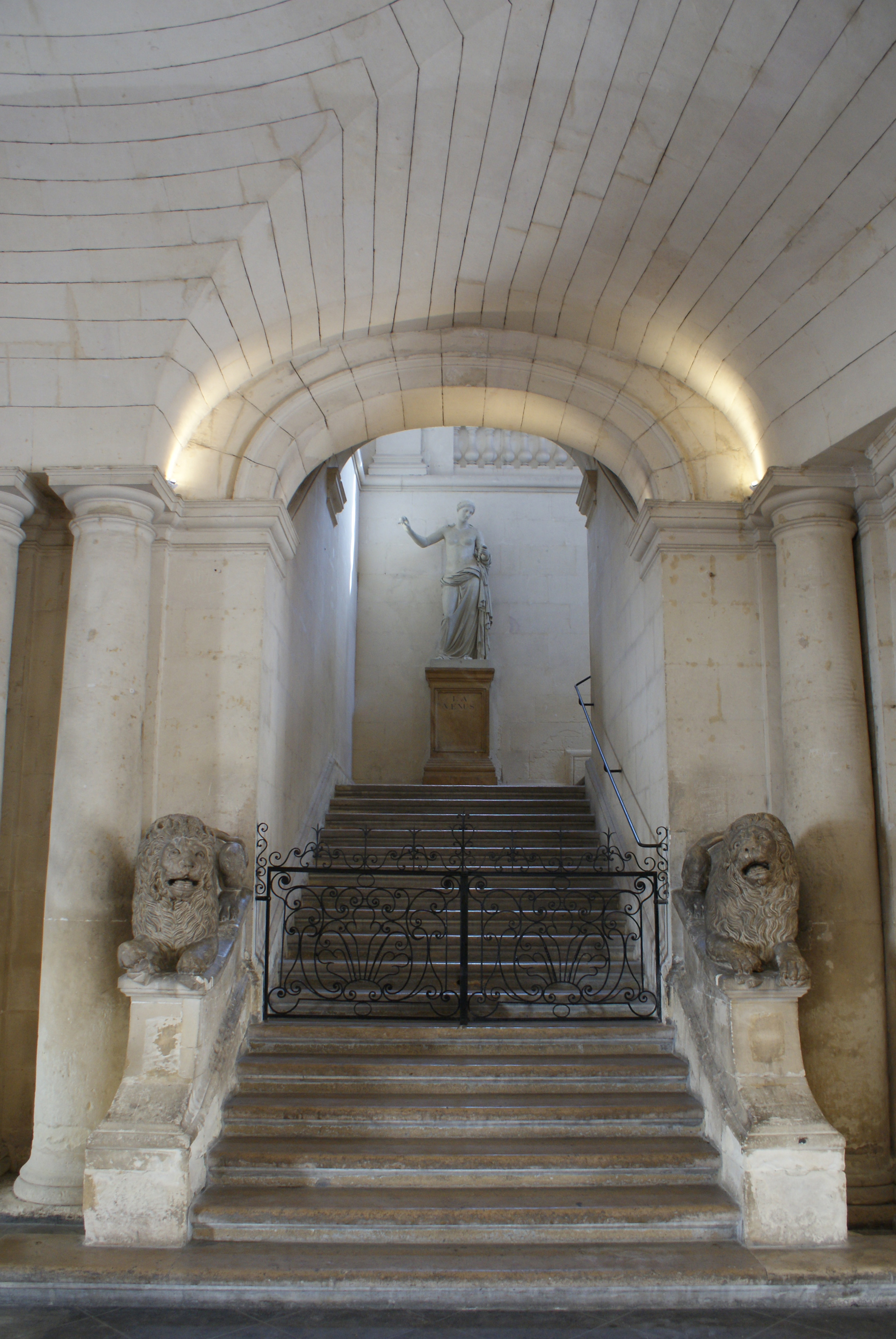
Lo scalone principale con la sua Venere di Arles e i due leoni di Dedieu.